# C'est la vie (film, 1981)
Pour les articles homonymes, voir C'est la vie.
Pour plus de détails, voir Fiche technique et Distribution.
C'est la vie est un film français réalisé par Paul Vecchiali sorti  en 1981.

## Synopsis
Une femme, quittée par son mari, suit les conseils de son amie psy et rencontre un homme.

## Fiche technique
- Titre : C'est la vie !
- Réalisation, scénario et dialogues : Paul Vecchiali
- Assistants réalisateurs : Didier Albert, Gérard Frot-Coutaz et Marie-Claude Treilhou
- Décors : Bénédict Beaugé
- Costumes : Nathalie Cercuel
- Photographie : Georges Strouvé
- Son : Antoine Bonfanti et Jean-François Chevalier
- Montage : Khadicha Bariha et Paul Vecchiali
- Musique : Roland Vincent
- Société de production : Diagonale
- Pays :  France
- Langue : français
- Durée : 91 minutes
- Format : Couleurs - 35 mm - 2,35:1 - son stéréo
- Dates de sortie : France : 28 janvier 1981

## Distribution
- Chantal Delsaux : Ginette
- Hélène Surgère : Mme Delordre
- Jean-Christophe Bouvet : Richard
- Jacques Gibert : Alain
- Cécile Clairval : Rachat
- Liza Braconnier : Ève Artifice
- Ingrid Bourgoin : Simone Barbès
- Michel Delahaye : le flic
- Denise Farchy : Denise
- Béatrice Bruno : Emma
- Bénédict Beaugé : Serge Varazine
- Nathalie Cercuel : la femme à l'écharpe
- Paulette Bouvet, Philippe de Poix: le couple sur le banc
- Jorg Cunz, Nicolas Gabriel, Nayne Byars,  Jean-Louis Falck : danseurs